# مایبوری (ویرجینیای غربی)
مایبوری(به انگلیسی: Maybeury) شهری در ایالت ویرجینیای غربی کشور ایالات متحده آمریکا است که جمعیت آن در سرشماری سال ۲۰۱۰ میلادی، ۲۳۴ نفر بوده‌است.